# اوبشیز
اوبشیز (به لاتین: Aubechies) یک منطقهٔ مسکونی در بلژیک است که در بل‌اوی واقع شده‌است.